# Пабло Ромеро
Пабло Ромеро Ернандес (ісп. Pablo Romero Hernandez; 15 січня 1961) — кубинський боксер, дворазовий чемпіон світу і Панамериканських ігор.

## Аматорська кар'єра
На чемпіонаті світу 1982 став чемпіоном.
- У чвертьфіналі переміг Денні Ліндстрема (Канада) — 5-0
- У півфіналі переміг Володимира Шина (СРСР) — 4-1
- У фіналі переміг Павела Скшеч (Польща) — 5-0

1983 року здобув дві перемоги, у тому числі у фіналі над Евандером Холіфілдом (США) — 4-1, і став чемпіоном Панамериканських ігор.
Через бойкот Олімпійських ігор 1984 представниками з соціалістичних країн пропустив Олімпіаду і, здобувши три перемоги, завоював золоту медаль на альтернативних змаганнях Дружба-84.
На чемпіонаті світу 1986 став чемпіоном вдруге.
- В 1/8 фіналу переміг Рене Суетовіуса (НДР) — 3-2
- У чвертьфіналі переміг Джона Беклса (Англія) — 5-0
- У півфіналі переміг Даміра Шкаро (Югославія) — 4-1
- У фіналі переміг Лорена Росс (США) — 4-1

На Панамериканських іграх 1987 здобув три перемоги, у тому числі дострокову у півфіналі над майбутнім чемпіоном Олімпійських ігор 1988 Ендрю Мейнардом (США), і став чемпіоном вдруге.
Через бойкот Олімпійських ігор 1988 представниками КНДР і підтримавших їх Куби, Ефіопії, Албанії і Сейшелів пропустив і другу можливу Олімпіаду.
На чемпіонаті світу 1989 завоював срібну медаль.
- В 1/8 фіналу переміг Йона Петерссена (Швеція) — AB 1
- У чвертьфіналі переміг Мелдона Орра (Австралія) — RSC 3
- У півфіналі переміг Шандора Хранека (Угорщина) — AB 1
- У фіналі програв Генрі Маске (НДР) — 11-18